# Genetlíaca
La Genetlíaca és la doctrina que predica que es pot fer un pronòstic especulatiu del destí d’algú segons el dia del seu naixement.